# طهماسب‌آباد
طهماسب‌آباد یا چای قوشان (محلی که دو رود به هم میرسند) یک روستای خوش اب و هوا و سرسبز در بخش مرکزی شهرستان اردبیل است که در دهستان ارشق شرقی واقع شده‌است.عمده فعالیت اهالی این روستا کشاورزی و دامپروری میباشد . طهماسب آباد ۶۰ نفر جمعیت دارد که همگی جزو طایفه‌ ی صادقی هستن .